# オークウッド駅
オークウッド駅（オークウッドえき、英語: Oakwood tube station）は、ロンドン地下鉄のピカデリー線の駅である。1933年3月13日にインフィールド・ウェスト駅（Enfield West）として開設。ロンドン北のインフィールド・ロンドン特別区のオークウッドに位置している。トラベルカード・ゾーンは5に属している。

## 隣の駅
ロンドン交通局
ロンドン地下鉄
■ピカデリー線
本線
サウスゲート駅 - オークウッド駅 - コックフォスターズ駅

## ギャラリー

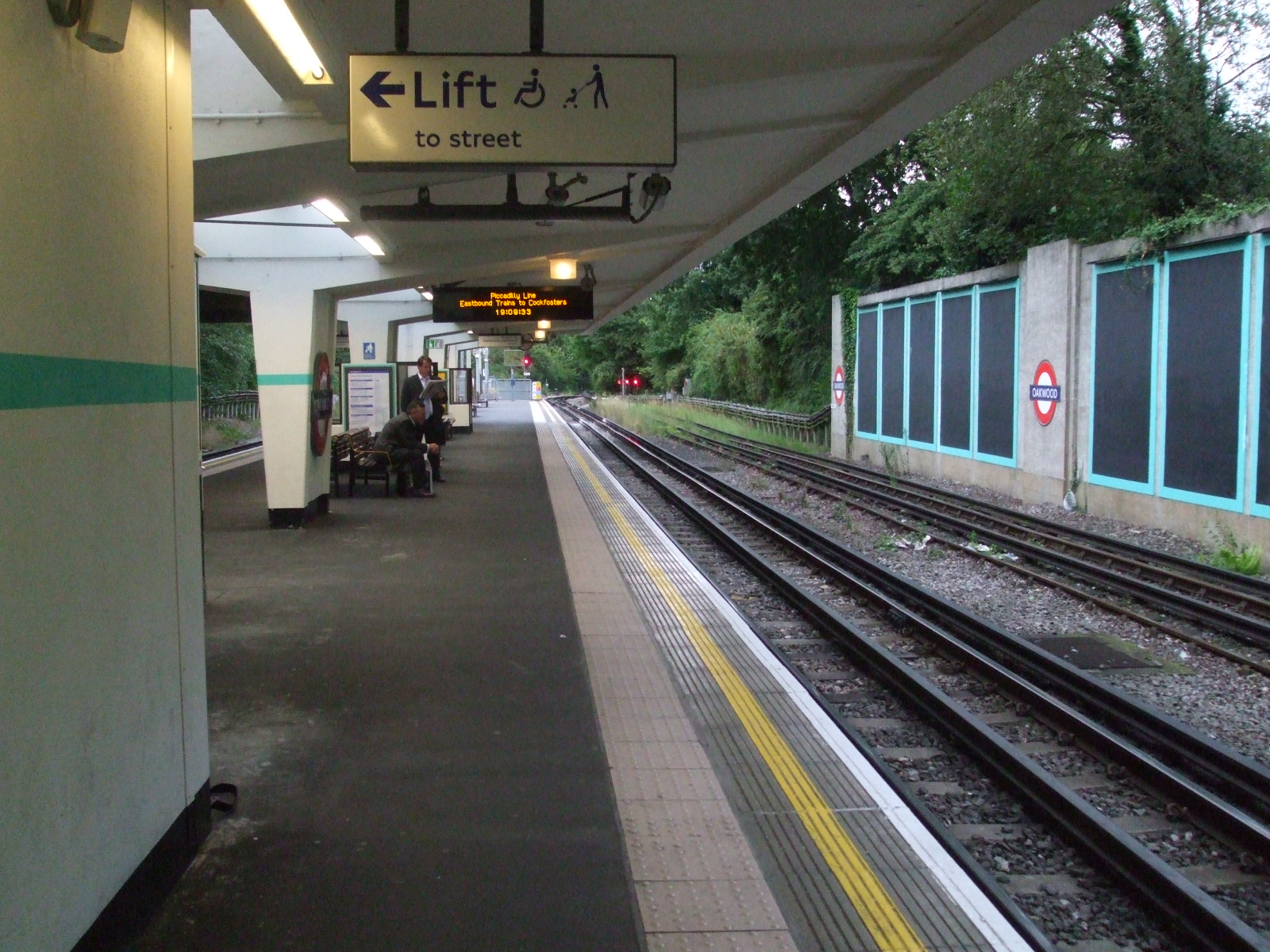
南からプラットホームを見る（西方面）。
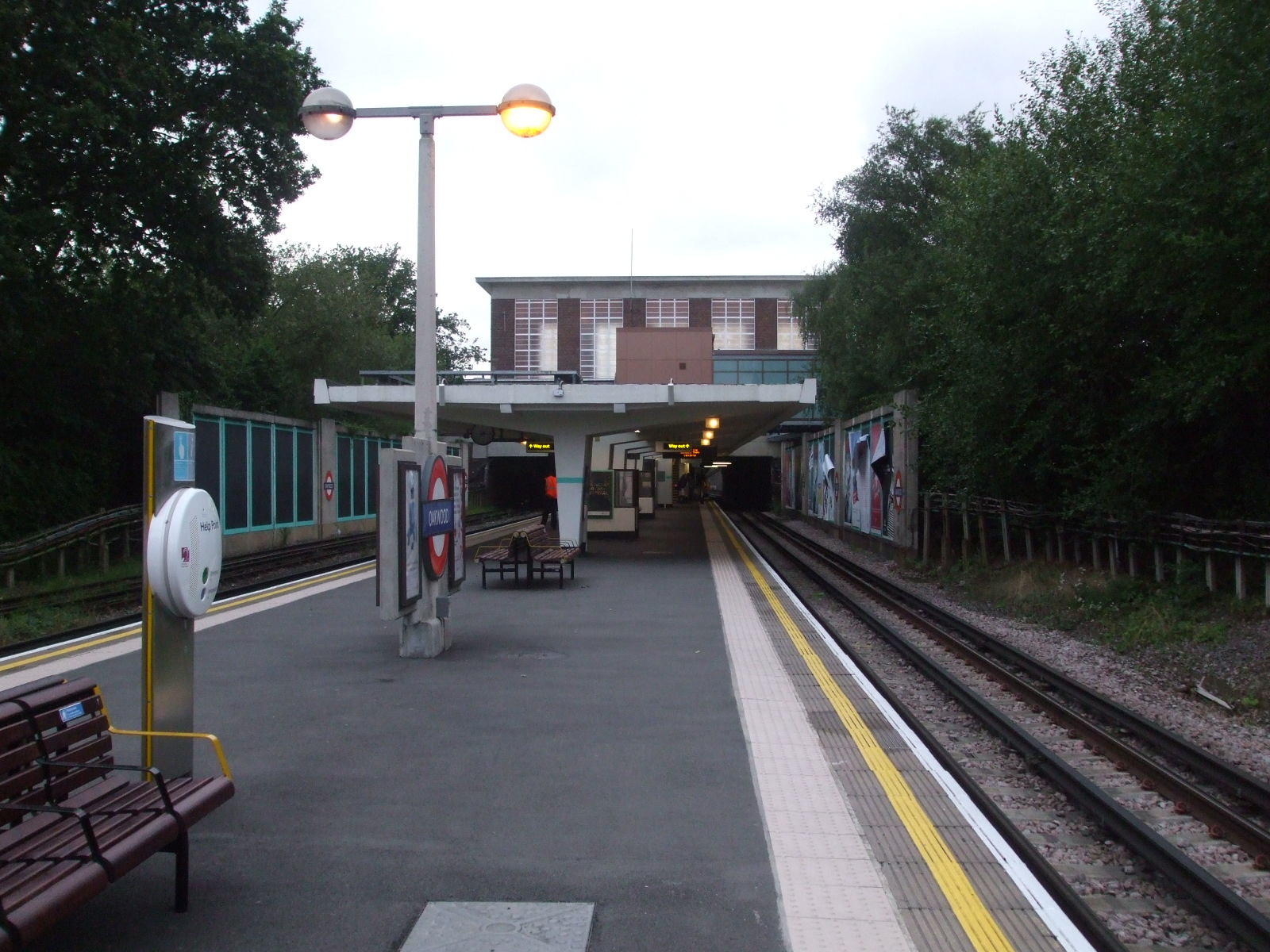
北からプラットホームを見る（東方面）。
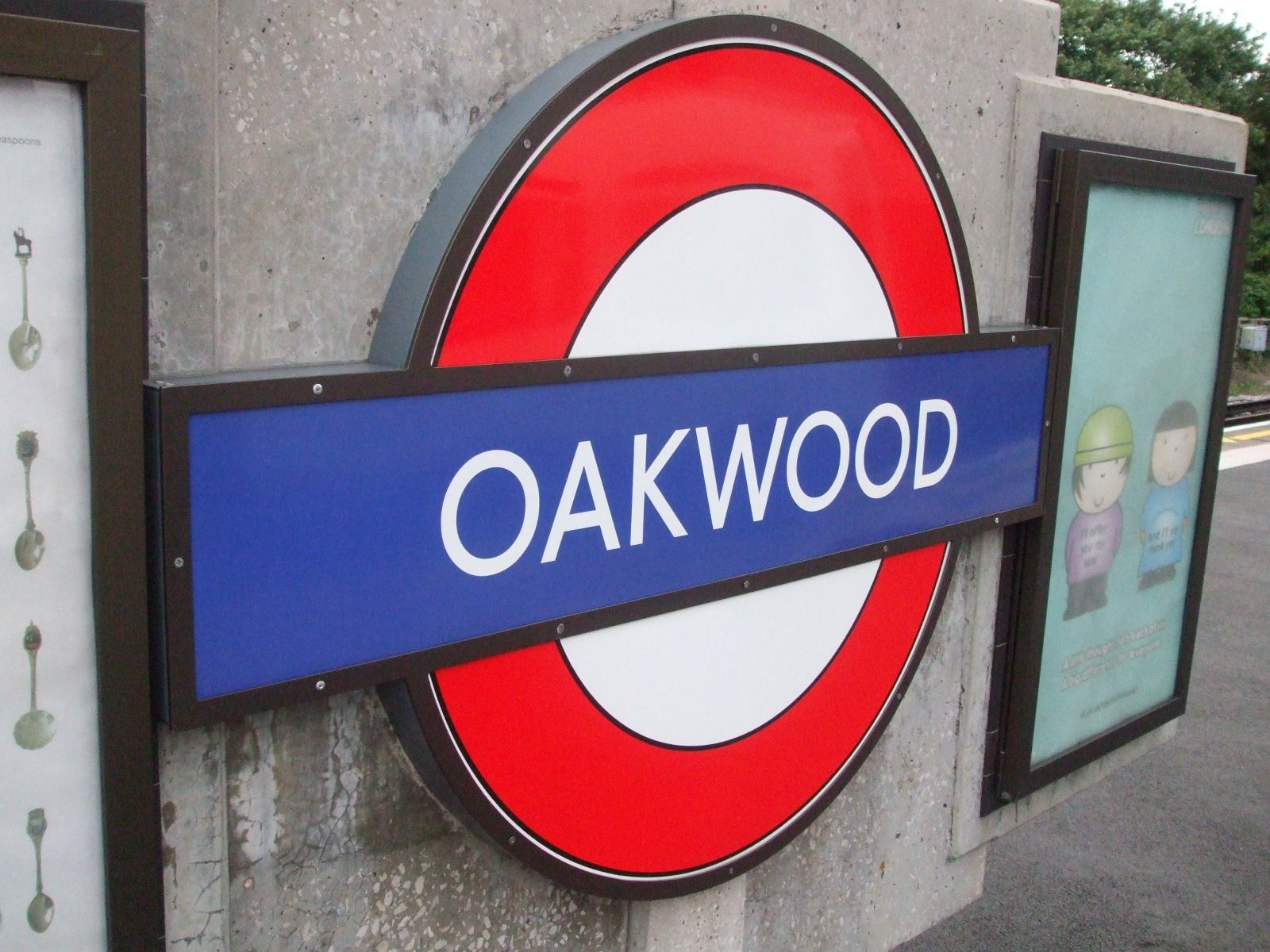
ロゴマーク